# Памятник (стихотворение Державина)
«Памятник» — стихотворение   Гавриила Романовича Державина. Первоначально стихотворение, написанное в 1795 году, было озаглавлено «К музе». Оно представляет собой результат оригинального идейного осмысления «вечной темы» памяти о человеке, которая волновала многих лириков, начиная с периода зарождения и становления древнеегипетской поэтической культуры (в связи с этим можно вспомнить образец дидактической литературы Древнего Египта «Памятник нерукотворный») и развития античной лирики (ода Горация «Exegi monumentum») до позднего периода творчества Александра Сергеевича Пушкина («Я памятник себе воздвиг нерукотворный») и до лирики Анны Ахматовой.

## Идейные истоки

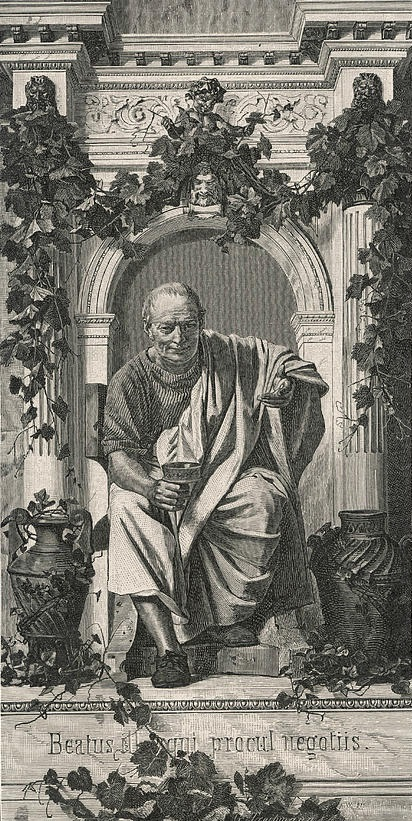
Квинт Гораций Флакк (Quintus Horatius Flaccus)

В то же время одно из самых примечательных стихотворений Державина может быть представлено как вольное переложение оды Горация «К Мельпомене», которую переводил Михаил Васильевич Ломоносов ещё до того, как к теме сохранения памяти о поэте-творце, весьма значимой в контексте мировой литературы, обратился Г. Р. Державин. Также автор как бы вступает в полемику с самим собой, переосмысляя и развивая в «Памятнике» отдельные умозаключения, проявившиеся в тексте его же стихотворения «Мой истукан», которое было написано под воздействием поэтического наследия античности в 1794 году. По мнению литературоведа Н. Н. Прокофьевой, лирический герой стихотворного послания представляет себя как поэта, чьи незыблемые поэтические заслуги обеспечивают ему несокрушимость и бессмертие; в первую очередь максимально автобиографичный лирический герой делает акцент на собственных поэтических достижениях. Символический памятник, воздвигнутый поэтом в ходе творческого жизненного пути, твёрд, силён и не подвластен разрушительным стихиям и беспощадному всесокрушающему влиянию времени.

## Характеристика

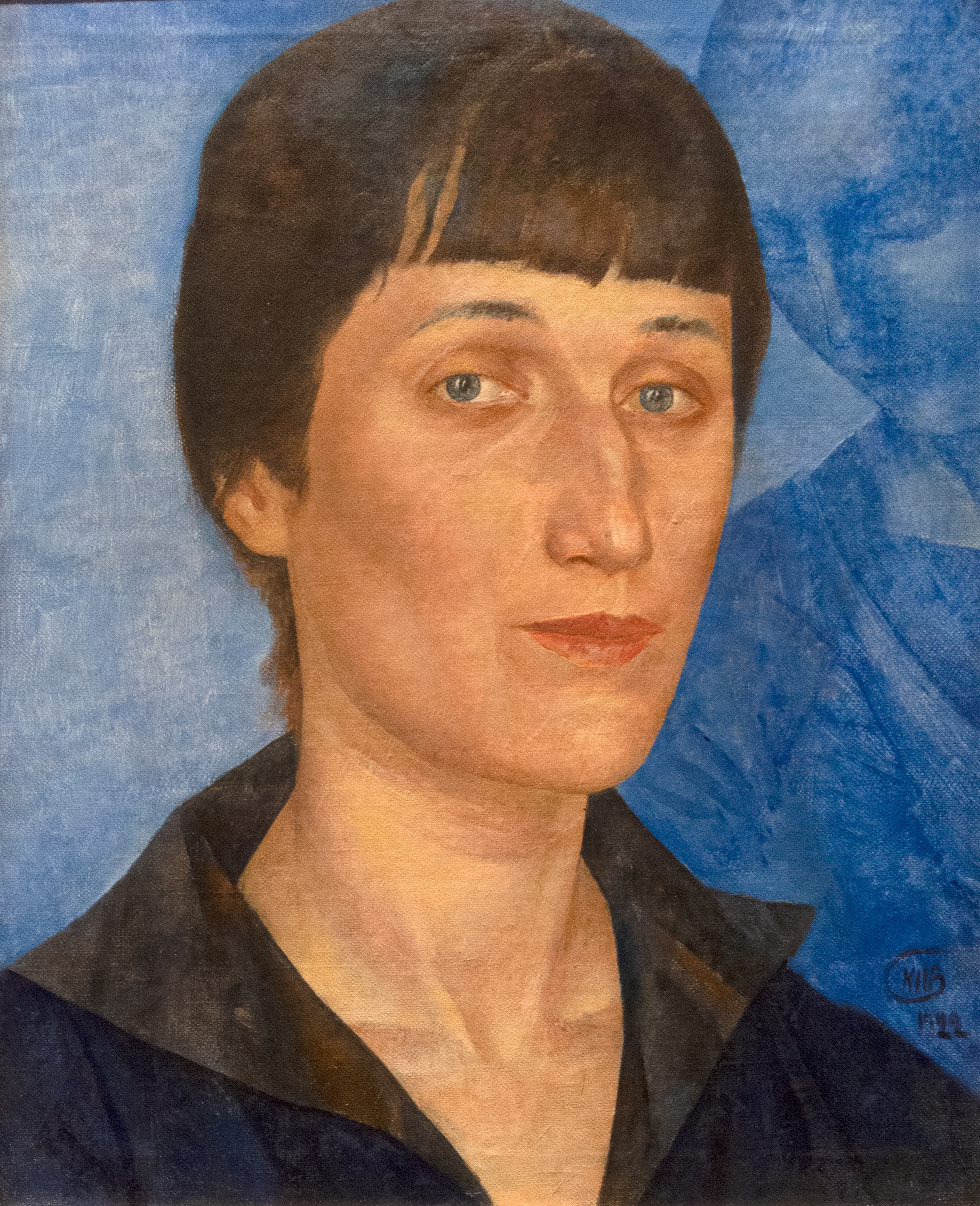
«Портрет Анны Ахматовой», К.Петров-Водкин, 1922

Важно отметить соотносимость пространственно-культурной модели России с одной из ключевых тем этого стихотворного произведения: пока жива Россия, будет жить и поэт, которому посчастливилось родиться и творить в ней; точнее, его незримая «эфирная» часть, которой суждено сохраниться после физической смерти поэта-творца, будет жить в памяти России и её народа, носителей ощущения культурно-исторической принадлежности к России. Эта сакральная «часть» — его поэтические произведения. Вместе с тем Державин демонстрирует определённую буквальность в понимании своего поэтического предназначения, перечисляя свои заслуги в области реформирования отечественного стихосложения: разработка ритмического комплекса и рифмы в одах, воспевание «в забавном русском слоге» достоинств и величия модели просвещённой монархии екатерининской эпохи. Под «забавным русским слогом» поэт подразумевает нарушение непреложного закона о трёх «штилях» в русской литературе эпохи, в которой господствовали укоренившиеся догмы классицизма: вместо элементов общепринятого высокого патетического моралистически-назидательного книжного стиля Державин в своих одических текстах новаторски тяготел к низкому, повседневному, «неодическому» слогу, в связи с тем позже удостоился прозвища могильщика канонов русского классицизма.
Также в качестве неоспоримой поэтической заслуги Державин отмечает то, что «беседовал о Боге», то есть предавался рассуждениям о высших основах бытия в соответствии с устоявшимися принципами классицизма (в качестве примера интертекстуальной отсылки (автореминисценции) стоит отметить оду «Бог»). То, что поэт-лирический герой «истину царям с улыбкой говорил», также выводит поэтический исповедальный нарратив в план классицистского мировосприятия. По мере прочтения стихотворения читатель испытывает ненавязчивое ощущение финальной авторской исповеди, подведения итогов длительного жизненного и творческого пути того, кому воздвигается памятник.

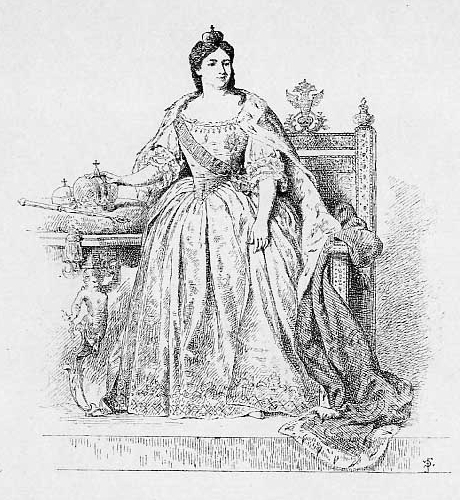
Императрица Анна Иоанновна.

Одновременно с этим в стихотворении прочитывается глубинный «практический» пласт, который актуализируется автором. Державин отстаивает формировавшееся в психологии жителей России необходимость признания за поэтом незыблемого права на свободу личного творчества. В просвещённом российском обществе конца XVIII века ещё свежа была память о пренебрежительно-снисходительном обращении с первым российским поэтом Василием Кирилловичем Тредиаковским, который был вынужден выполнять капризы Анны Иоанновны, терпеть от неё оплеухи и страдать от жестоких побоев, которые наносил ему вельможа Артемий Волынский. Таким образом, архетипизированное представление о поэте-бесправном шуте, призванном покорно сносить все насмешки и капризы двора, было живо в сознании граждан России, особенно в высших кругах. Одной из целей написания «Памятника» была созревшая потребность в защите полноправного статуса поэта-творца в обществе, возвеличить и прославить его как независимую свободную личность, обладавшую чувством собственного достоинства.
Другие произведения, в которых Державин осмысляет своё поэтическое предназначение и рассуждает о творчестве, дарующем бессмертие в памяти читателей: «Видение мурзы», «Поймали птичку золотисту», «Лирик», «Храповицкому», «Лебедь» и некоторые другие стихотворения, объединённые общей тематикой. Державинский «Памятник» послужил прямым прототипическим источником пушкинского «Я памятник воздвиг себе нерукотворный». Именно текст Г. Р. Державина стал первым в истории русской литературы, в котором самостоятельно развивалась тема нерукотворного памятника поэта. Можно отметить, что эта значимая тема проявлялась в поэтическом творчестве современников Державина, Капниста и Ломоносова, а также в гораздо более поздних текстах Владимира Маяковского и Анны Ахматовой.
Подробный анализ стихотворения «Памятник», равно как и текстов из собрания «Анакреонтических стихов» можно встретить в исследовательских работах филолога Я. К. Грота «Жизнь Державина», в литературоведческом труде Г. П. Макогоненко «Анакреонтика Державина и её место в поэзии начала XIX века», а также в сочинении Г. Н. Ионина "Творческая история сборника «Анакреонтические песни»".